# Dreaming (chanson de Blondie)
Pour les articles homonymes, voir Dreaming.
Singles de Blondie
One Way or Another
(1979) Union City Blue
(1979)
Dreaming est le premier single du quatrième album Eat to the Beat du groupe Blondie.

## Information sur la chanson
Dreaming a été écrite par Deborah Harry et Chris Stein.
Le son power pop de la chanson est l'une des caractéristiques de celle-ci, tout comme les paroles du début «When I met you in the restaurant, you could tell I was no debutante". La chanson est également influencée par le phénomène populaire Phil Spector, du mur du son, qui utilise de multiples couches de mêmes instruments différents pour créer un son plein et volumineux et/ou atmosphérique.
La chanson a été reprise par le groupe The Smashing Pumpkins en tant que b-side du single Bullet with Butterfly Wings.
La chanson est présente dans le film britannique T2 Trainspotting (2017).